# Cordillera Ampato
La Cordillera Ampato es una cadena de montañas nevadas ubicadas al sur del Perú, que conjuntamente con la Cordillera Volcánica, Cordillera Chila y Cordillera del Barroso, forman el Arco volcánico del Perú en los departamentos de Ayacucho, Apurímac, Arequipa, Cusco, Moquegua, Puno, y Tacna.

## Origen
La Cordillera Ampato es el resultado del levantamiento de la Placa Sudamericana por acción de la Placa de Nazca que se introduce bajo esta. A través de millones de años se formó la Cordillera Ampato en la zona sur del Perú.

## Montañas más altas
- El cuadro muestra un detalle de los picos más famosos:

| Montaña       | Elevación |
| ------------- | --------- |
| Coropuna      | 6.425 m   |
| Ampato        | 6.288 m   |
| Solimana      | 6.093 m   |
| Hualca Hualca | 6.025 m   |
| Sabancaya     | 5.976 m   |
| Sara Sara     | 5.505 m   |